# Loreya
Loreya es un género  de plantas fanerógamas pertenecientes a la familia Melastomataceae. Comprende 24 especies descritas y de estas, solo 10 aceptadas. Se distribuye por Nicaragua a N. de Bolivia y Brasil amazónico al N. de Brasil, las Guayanas y Venezuela.

## Descripción
Son árboles que alcanzan un tamaño de 3-38 m de altura. Hojas membranáceas, típicamente quebradizas y pardo oscuro cuando secas, 5-7-plinervias (en Mesoamérica) con una red de nervaduras primarias y secundarias, la epidermis del envés lisa. Flores 5-meras en cimas contraídas o pedunculadas o en glomérulos fasciculados sésiles. Hipanto hemisférico; limbo del cáliz truncado con lobos ondulados. Pétalos carnosos, ovados, elípticos o anchamente triangulares, frecuentemente con crestas callosas adaxiales y uñas marginales variadamente desarrolladas. Estambres el doble en número que los pétalos, isomorfos; anteras gruesas, oblongas, con 1-2 poros, no prolongándose pero con un engrosamiento calloso dorsi-basal. Ovario ínfero, 5-10-locular; estigma capitado, 5-lobado. Fruto en baya hemisférica; semillas ovoides u obovoides con un rafe lateral alargado, la testa tuberculada o con surcos irregularmente someros.

## Taxonomía
El género fue descrito por Augustin Pyrame de Candolle y publicado en Prodromus Systematis Naturalis Regni Vegetabilis 3: 178–179. 1828. La especie tipo es: Loreya arborescens (Aubl.) DC.	

## Especies aceptadas
A continuación se brinda un listado de las especies del género Loreya aceptadas hasta febrero de 2013, ordenadas alfabéticamente. Para cada una se indica el nombre binomial seguido del autor, abreviado según las convenciones y usos:
- Loreya arborescens (Aubl.) DC.
- Loreya klugii S.S. Renner
- Loreya mespiloides Miq.
- Loreya nigricans (Hook. f.) Triana
- Loreya ovata O. Berg ex Triana
- Loreya spruceana Benth. ex Triana
- Loreya strigosa Gleason
- Loreya subandina Wurdack
- Loreya subrotundifolia (Wurdack) S.S. Renner
- Loreya umbellata (Gleason) Wurdack